# Lucas Black
Lucas York Black, född 29 november 1982 i Decatur, Alabama, är en amerikansk skådespelare.

## Filmografi i urval
- 1994 – The War
- 1995 – American Gothic (TV-serie)
- 1996 – Sling Blade
- 1996 – Ghosts of Mississippi
- 1998 – Flash
- 1998 – Arkiv X: Fight The Future
- 1998 – Our Friend, Martin
- 1999 – Crazy in Alabama
- 2000 – The Miracle Worker
- 2000 – Dessa vackra hästar
- 2003 – Åter till Cold Mountain
- 2004 – Killer Diller
- 2004 – Friday Night Lights
- 2005 – Deepwater
- 2005 – Jarhead
- 2006 – The Fast and the Furious: Tokyo Drift
- 2010 – Legion
- 2013 – 42
- 2015 – Fast & Furious 7

## Fotnoter
1. ↑  Internet Movie Database, IMDb-ID: nm0085407co0047972, läst: 13 oktober 2015.[källa från Wikidata]
2. ↑  filmportal.de, Filmportal-ID: 1bba4b81fed14e8daded8789620626fe, läst: 9 oktober 2017.[källa från Wikidata]
3. ↑  Gemeinsame Normdatei, läst: 25 juni 2015.[källa från Wikidata]